# Variosea
Variosea – gromada ameb należących do supergrupy Amoebozoa w klasyfikacji Cavaliera-Smitha.
Należą tutaj następujące rzędy według Cavalier-Smitha:
- Rząd Varipodida Cavalier-Smith, 2004
  - Rodzina Filamoebidae Cavalier-Smith, 2004
  - Rodzina Acramoebidae Smirnov i inni, 2008
- Rząd Phalansteriida Hibberd, 1983
  - Rodzina Phalansteriidae Kent, 1880/1
- Rząd Holomastigida Lauterborn, 1895
  - Rodzina Multiciliidae Poche, 1913.